# Chase YC-122 Avitruc
Chase XCG-18A và YC-122 Avitruc (tên gọi công ty là Chase MS.7) là một loại máy bay vận tải quân sự được Chase Aircraft thiết kế và chế tạo hạn chế tại Hoa Kỳ cuối thập niên 1940.

## Biến thể
Chase MS.7
XCG-14B
XCG-18A
XG-18A

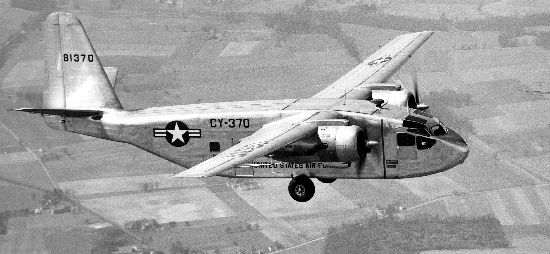
YC-122
YC-122A
YC-122B
YC-122C

## Quốc gia sử dụng
Hoa Kỳ
- Không quân Hoa Kỳ

## Tính năng kỹ chiến thuật (YC-122C)
Dữ liệu lấy từ Jane's Encyclopedia of Aviation
Đặc tính tổng quát
- Kíp lái: 2
- Sức chứa: 30 lính hoăc 24 cáng tải thương hoặc hàng hóa
- Chiều dài: 61 ft 8 in (18,8 m)
- Sải cánh: 70 ft 10 in (21,6 m)
- Trọng lượng có tải: 32.000 lb (14.515 kg)
- Động cơ: 2 × Wright R-1820-101 , 1.426 hp (1.063 kW) mỗi chiếc

Hiệu suất bay
- Vận tốc cực đại: 220 mph; 191 kn (354 km/h)
- Tầm bay: 2.900 mi; 2.520 nmi (4.667 km)